# Frauenhof

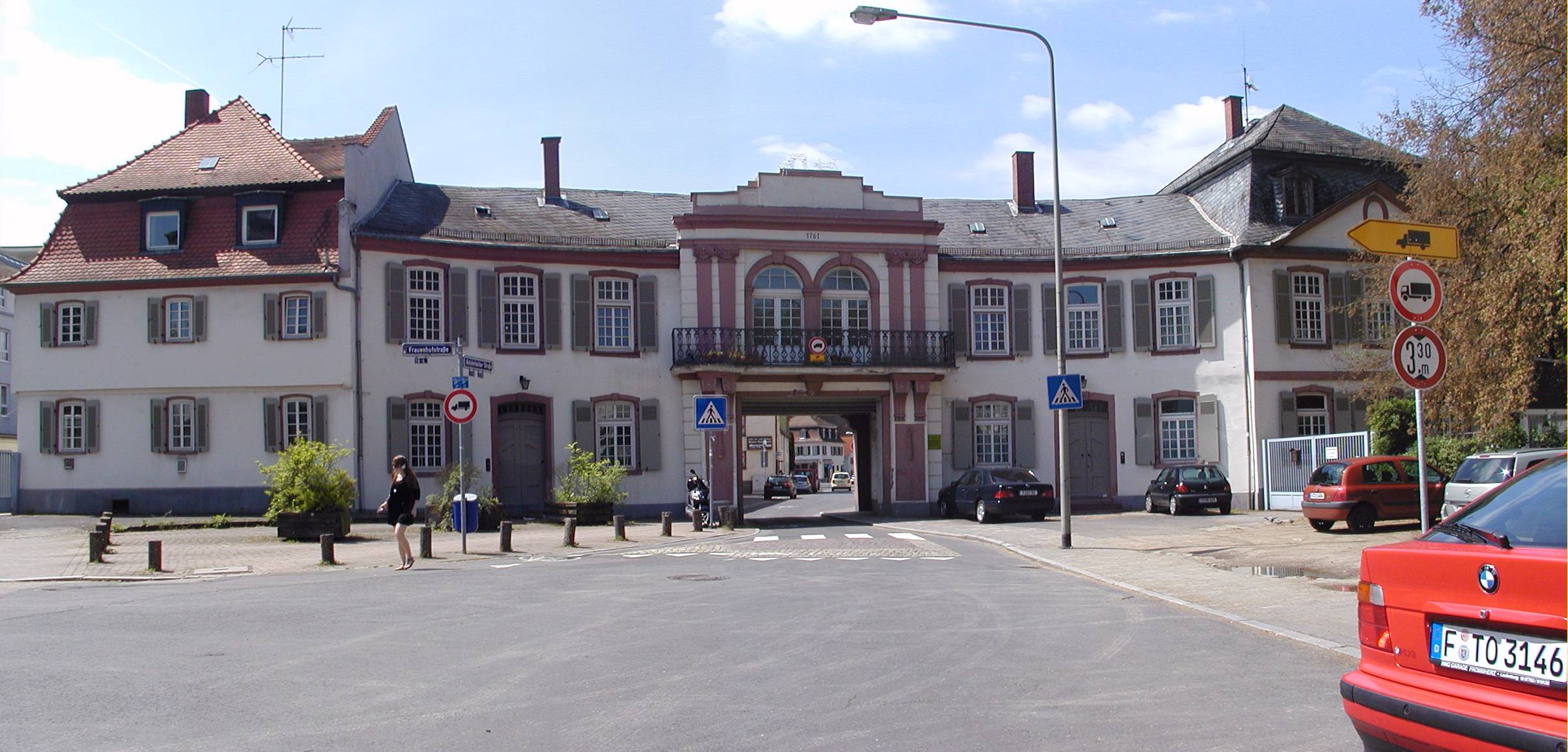
Der Frauenhof mit dem Torbogen über die Kelsterbacher Straße

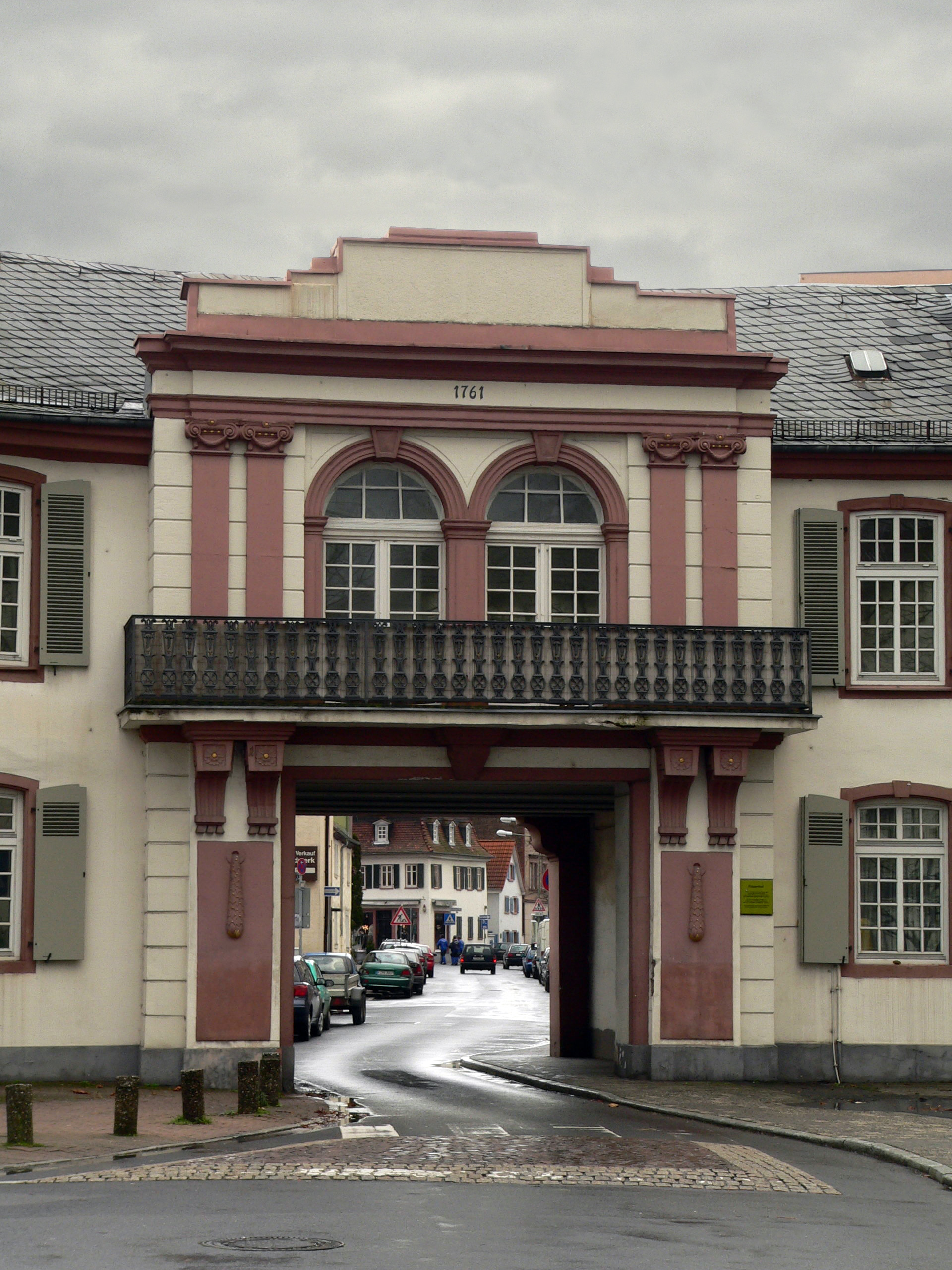
Torbogen des Frauenhofes

Der Frauenhof ist ein Barockgebäude in Frankfurt-Niederrad, das in den Jahren 1761 bis 1781 errichtet wurde. Der Name des ursprünglich als Fabrik errichteten Bauwerks rührt daher, dass das Anwesen ab 1841 für einige Jahre im Besitz des St. Katharinen- und Weißfrauenstifts war. Neben dem Bolongaropalast in Frankfurt-Höchst ist der Frauenhof die einzige vollständig erhaltene Barockanlage in Frankfurt. Das Gebäude steht unter Denkmalschutz.

## Geschichte
Der Kattunfabrikant Johann Friedrich Müller erhielt um 1760 die Erlaubnis, in Niederrad eine Baumwollfabrik zu gründen. 1761 ließ er den nördlichen Teil des Frauenhofs errichten, das „Schlößchen“. Um seine Fabrik zu erweitern, erwarb Müller 1781 das gegenüberliegende Grundstück. Niederrad verpflichtete den Fabrikanten daraufhin, die neuen Bauten so zu gestalten, dass beladene Wagen ungehinderte Zufahrt zum Dorf hatten. Müller ließ den Torbogen zwischen den beiden Gebäudeteilen erbauen und mit einem Uhrtürmchen verzieren, der zum Niederräder Wahrzeichen wurde.
1806, drei Jahre nach Müllers Tod, gaben die Erben die Fabrik auf und verkauften das Anwesen 1817 an den Landwirt Karl Maximilian Schulze, der es als Gutshof nutzte. Im Jahr 1841 erwarb das Katharinen- und Weißfrauenstift das gesamte Anwesen, wodurch der Frauenhof seinen heutigen Namen erhalten haben soll. Ende des 19. Jahrhunderts wurde das Gebäude an den Bankier Louis Hahn verkauft, der im Herrschaftshaus des Frauenhofes die Gaststätte „Café Milan“ einrichtete.
Zwischen 1889 und 1908 führte neben der Straße auch die Trasse der Frankfurter Waldbahn durch den Torbogen des Frauenhofs.
Das Hofgut Frauenhof wurde im Jahr 1937 abgebrochen, an seiner Stelle errichtete später die Firma Lacroix ihre Geschäftsgebäude.
Im Zweiten Weltkrieg 1944 zerstörte bei den Luftangriffen auf Frankfurt am Main eine Fliegerbombe das Dach und den Uhrturm des Frauenhofes. Das daraufhin errichtete Notdach wurde nicht saniert und der Uhrturm nicht wiederhergestellt.
Direkt nach dem Ende des Zweiten Weltkrieges erwarb der Gastwirt Otto Bornschlegl den Frauenhof von der Stadt Frankfurt und eröffnete die Gaststätte unter dem Namen „Café Frauenhof“ wieder. Nach dem Tod Bornschlegls schloss seine Witwe das Café und vermietete die Räume an einen Gewerbebetrieb. Die Räume, die seit 1999 leer stehen, waren bis Anfang 2007 im Besitz einer Erbengemeinschaft.

## Zukunft des Frauenhofs
Nach Streitigkeiten innerhalb der Erbengemeinschaft wurde der Frauenhof nach Berichten der Frankfurter Rundschau und der Frankfurter Neuen Presse im Januar 2007 versteigert, um das Gebäude zu erhalten, zu restaurieren und neu nutzen zu können. Neuer Eigentümer wurde der Frankfurter Immobilieninvestor Jens Einsmann. Der Ortsbeirat 5 beantragte städtische Mittel, die dem Erhalt des Niederräder Wahrzeichens dienen sollen. Heute (Stand Juli 2015) dient der Frauenhof als Wohngebäude, auch haben ein türkischer Kulturverein und eine Moschee dort ihre Räume. In dem südlichen Teil der Annexgebäude – ehemals war dort ein Getränkehandel untergebracht – hat die Stadt Frankfurt eine Kita (seit 2010) gemeinsam mit dem jetzigen Eigentümer errichtet.